# Bejt Chagaj
Bejt Chagaj (hebrejsky בֵּית חַגַּי, podle biblické postavy proroka „Agea“ – Kniha Ageus a také akronym jmen tří mužů zavražděných v roce 1980 Palestinci, v oficiálním přepisu do angličtiny Haggay, přepisováno též Bet Haggay nebo Beit Hagay) je izraelská osada osada a vesnice typu společná osada (jišuv kehilati) na Západním břehu Jordánu v distriktu Judea a Samaří a v Oblastní radě Har Chevron.

## Geografie
Nachází se v nadmořské výšce 880 metrů v jižní části Judska a Judských hor respektive v jižní části Judských hor, která je nazývána Hebronské hory (Har Chevron). Leží cca 4 kilometry jihozápadně od centra Hebronu, cca 35 kilometrů jihozápadně od historického jádra Jeruzalému a cca 70 kilometrů jihovýchodně od centra Tel Avivu. Bejt Chagaj je na dopravní síť Západního břehu Jordánu napojen pomocí silnice číslo 60 – hlavní severojižní tepny Judeje a Samaří.
Osada je situována cca 12 kilometrů za Zelenou linií oddělující Západní břeh Jordánu od Izraele v jeho mezinárodně uznávaných hranicích. Jde o izolované židovské sídlo obklopené na všech stranách arabským (palestinským) osídlením, zejména aglomerací Hebronu na severní a východní straně.

## Dějiny
Bejt Chagaj leží na Západním břehu Jordánu, jehož osidlování bylo zahájeno Izraelem po jeho dobytí izraelskou armádou, tedy po roce 1967. Vesnice byla založena roku 1984. 14. května 1984 rozhodla izraelská vláda, že v této oblasti založí novou osadu nazývanou pracovně Hakhlili nebo Sindes Ziv, plánovanou výhledově až pro 250 rodin, v první fázi pro 40 rodin. 19. července 1984 se zde usadily první tři rodiny.
Vládní výbor pro pojmenovávání (Name Committee) původně navrhoval nové osadě název Hakhlili Sindes ale ten později změněn na Chagaj. Nynější název je výsledkem kompromisu. Osadníci totiž název navrhli a zdůvodňovali jej jako zkratku jmen tří mužů (Chanan Krauthammer, Geršon Klein a Jaakov Zimmerman), které v květnu 1980 zabili v Kirjat Arba palestinští útočníci. Jenže vládní výbor s takovýmto vysvětlením nesouhlasil a navrhl jméno Bejt Chagaj ponechat, ale oficiálně je odvozovat od stejnojmenného biblického proroka. O vznik nové vesnice usilovala skupina aktivistů z Kirjat Arba, kteří se znali se zavražděnými muži.
V roce 1989 tu byla dokončena výstavba zděných domů. V roce 1990 byla v obci založena mládežnická vesnice (כפר הנוער), která se zabývá výchovou dětí z problémových rodin. V obci fungují synagogy, předškolní péče o děti a zdravotní středisko. Vesnice je zabezpečena kamerovým systémem. V sousedství se nachází menší základna izraelské armády.
Územní plán počítá s výhledovou kapacitou 89 domů, z nichž většina již byla postavena. Po roce 2005 se tu usadilo několik rodin vystěhovaných z Kfar Darom během jednostranného stažení izraelských sil z pásma Gazy, kteří sem přemístili i institut náboženských studií (kolel) אור יוסף (Or Josef). Počátkem 21. století vznikl jihozápadně od vlastní osady nový okrsek zástavby nazývaný Giv'at Rechavam.
Počátkem 21. století nebyl Bejt Chagaj kvůli své poloze hlouběji ve vnitrozemí Západního břehu Jordánu stejně jako většina sídel v Oblastní radě Har Chevron zahrnut do Izraelské bezpečnostní bariéry. Bariéra pak byla skutečně postavena v trase, která víceméně sleduje Zelenou linii. Budoucí existence vesnice závisí na parametrech případné mírové dohody mezi Izraelem a Palestinci.
Blízkost lidnaté a převážně palestinské aglomerace Hebronu vedla k častým teroristickým útokům v okolí obce. 17. května 1994 byli ve svém automobilu zastřeleni poblíž Bejt Chagaj dva lidé. K podobnému útoku zde došlo i 27. listopadu 1994, kdy byl takto zabit rabín Amiran Olami z osady Otni'el. Na sklonku druhé intifády 24. června 2005 zaútočil palestinský terorista jen cca 200 metrů od vjezdu do osady. Zastřelil dva lidi. K akci se přihlásil Palestinský islámský džihád a Brigády mučedníků Al-Aksá. 16. prosince 2005 byl zastřelen další místní obyvatel nedaleko od svého domu. K útoku se opět hlásil Palestinský islámský džihád i Brigády mučedníků Al-Aksá. Dne 31. srpna 2010, jen den před obnovením mírových rozhovorů mezi Izraelem a Palestinskou samosprávou, byli zastřeleni čtyři obyvatele osady Bejt Chagaj, kteří projížděli autem jižně od Hebronu. Oběťmi se stali dva muži a dvě ženy, z nichž jedna byla těhotná.

## Demografie
Obyvatelstvo Bejt Chagaj je v databázi rady Ješa popisováno jako nábožensky založené. Podle údajů z roku 2014 tvořili naprostou většinu obyvatel Židé (včetně statistické kategorie "ostatní", která zahrnuje nearabské obyvatele židovského původu ale bez formální příslušnosti k židovskému náboženství).
Jde o menší obec vesnického typu s dlouhodobě rostoucí populací. K 31. prosinci 2014 zde žilo 547 lidí. Během roku 2014 populace klesla o 0,9 %.
| Rok            | 1993 | 1994 | 1995 | 1996 | 1997 | 1998 | 1999 | 2000 | 2001 | 2002 | 2003 | 2004 | 2005 | 2006 | 2007 | 2008 | 2009 | 2010 | 2011 | 2012 | 2013 | 2014 |
| -------------- | ---- | ---- | ---- | ---- | ---- | ---- | ---- | ---- | ---- | ---- | ---- | ---- | ---- | ---- | ---- | ---- | ---- | ---- | ---- | ---- | ---- | ---- |
| Počet obyvatel | 213  | 224  | 240  | 300  | 345  | 391  | 405  | 406  | 396  | 374  | 388  | 429  | 452  | 477  | 545  | 552  | 489  | 502  | 512  | 541  | 552  | 547  |